# Czaczki Wielkie
Czaczki Wielkie – wieś w Polsce położona w województwie podlaskim, w powiecie białostockim, w gminie Turośń Kościelna.
Wierni kościoła rzymskokatolickiego należą do parafii Najświętszej Maryi Panny Częstochowskiej w Rynkach.
Wierni kościoła rzymskokatolickiego należą do parafii Świętej Trójcy w Turośni Kościelnej.

## Historia
Wieś Czaczki w ziemi bielskiej była gniazdom rodowym Czaczkowskich herbu Ślepowron.
W latach 1975–1998 miejscowość administracyjnie należała do województwa białostockiego.